# (3041) Webb
(3041) Webb ist ein Asteroid des Hauptgürtels, der am 15. April 1980 vom US-amerikanischen Astronomen Edward L. G. Bowell an der Anderson Mesa Station (IAU-Code 688) des Lowell-Observatoriums in Coconino County entdeckt wurde.
Der Himmelskörper gehört zur Eunomia-Familie, einer nach (15) Eunomia benannten Gruppe, zu der vermutlich fünf Prozent der Asteroiden des Hauptgürtels gehören.
Der Asteroid wurde nach dem australischen Geistlichen und Amateurastronomen Thomas William Webb (1807–1885) benannt, der vor allem als Verfasser des 1859 erschienenen Beobachtungsführers Celestial Objects for Common Telescopes bekannt wurde.